# Centro de Artes Contemporâneas

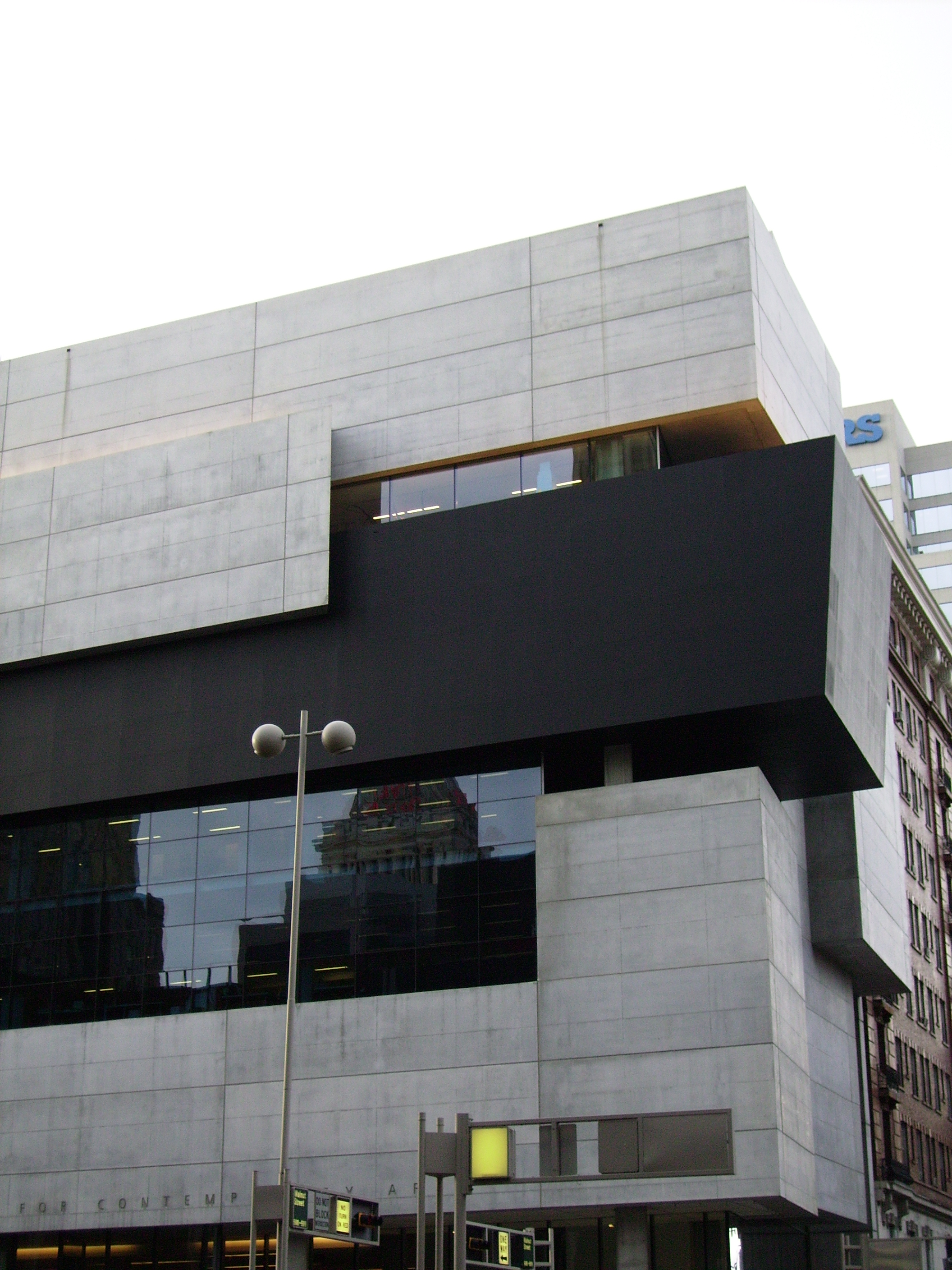
Edíficio do Centro de Artes Contemporâneas

O Centro de Artes Contemporâneas (em inglês:  Contemporary Arts Center, CAC) é um museu de arte contemporânea em Cincinnati, Ohio e uma das primeiras instituições de arte contemporânea nos Estados Unidos. O CAC é um museu não colecionador que se concentra em novos desenvolvimentos em pintura, escultura, fotografia, arquitetura, arte performática e novas mídias. Focando em programação que reflete "a arte dos últimos cinco minutos", o CAC exibiu as obras de muitos artistas agora famosos no início de suas carreiras, incluindo Andy Warhol. Em 2003, o CAC mudou-se para um novo edifício projetado por Zaha Hadid.

## História
O CAC foi fundado como a Sociedade de Arte Moderna em 1939 por Betty Pollak Rauh, Peggy Frank Crawford e Rita Rentschler Cushman. Essas três mulheres conseguiram arrecadar dinheiro suficiente por meio de doações para exibir arte moderna no Museu de Arte de Cincinnati [en]. Em 1954, a Sociedade de Arte Moderna adotou seu nome atual, o Centro de Artes Contemporâneas. A mudança de nome coincidiu com a criação de duas galerias permanentes que foram remodeladas a partir de parte do nível inferior do museu.[carece de fontes?]
A construção do Emery Wing no Museu de Arte de Cincinnati substituiu o espaço original do CAC. Como resultado da necessidade de expansão do museu, o CAC mudou-se em 1962 e ocupou temporariamente vários locais no Museu Taft de Arte, espaço na rua principal, Nº 608 e na Torre Carew [en]. Em 1964, o CAC mudou-se para o quarto andar do edifício Women’s Exchange, localizado na rua Quarta Oeste, Nº 113. O museu permaneceu neste local por seis anos.
Depois de dois anos na rua Quarta Oeste, o CAC anunciou que tinha planos de se mudar para o Mercantile Center na rua Quinta, que foi inaugurado em 1970. O novo prédio custou quatrocentos mil dólares e foi projetado por Harry Weese. O espaço do CAC cobria cerca de doze mil pés quadrados (mil e cem metros quadrados) e tinha vista para o novo terminal de ônibus no centro de Cincinnati. Apesar de enfrentar dificuldades financeiras iniciais em 1971, o CAC conseguiu realizar mais de quatrocentas exposições durante sua estadia de trinta anos no Government Square. Em 1982, um contrato permanente para o local foi obtido por meio de um título emitido pela cidade.[carece de fontes?]